# Открытый чемпионат Уханя по теннису 2015
Открытый чемпионат Уханя по теннису 2015 года — 2-й розыгрыш ежегодного профессионального теннисного турнира среди женщин, проводящегося в китайском городе Ухань и являющегося частью тура WTA в рамках серии Premier 5.
В 2015 году турнир прошёл с 27 сентября по 3 октября. Соревнование продолжало восточноазиатскую серию хардовых турниров, расположенную в календаре между Открытым чемпионатом США и Финалом тура WTA.
Прошлогодние победительницы:
- в одиночном разряде —  Петра Квитова
- в парном разряде —  Флавия Пеннетта и  Мартина Хингис

## Общая информация
Одиночный турнир собрал семь представительниц Топ-10 мирового рейтинга, а возглавила это список вторая ракетка мира на тот момент Симона Халеп. Румынская теннисистка выбыла в третьем раунде, проиграв представительнице Великобритании Йоханне Конте. Второй номер посева Мария Шарапова (№ 3 в мире) снялась с соревнований во время матча второго раунда против Барборы Стрыцовой из-за травмы левой руки. Третьим номером посева была прошлогодняя победительница турнира Петра Квитова (№ 4). Чешке не удалось защитить титул и она проиграла в третьем раунде Роберте Винчи. Также на ранней стадии (во втором раунде) выбыла и четвёртая сеянная Каролина Возняцки (№ 6 в мире). До финала из фаворитов в итоге добралась пятая сеянная Гарбинье Мугуруса (№ 8 в мире). Однако представительница Испании также не смогла выиграть главный приз. В финале она не смогла доиграть матч против опытной американки Винус Уильямс, которая, не имея свой номер посева, стала в итоге чемпионкой турнира. В основной сетке турнира приняли участие четыре россиянки, но ни одна из них не смогла преодолеть барьер второго раунда.
Парный приз достался первым номерам посева Сане Мирзе и Мартине Хингис, которые в финале обыграли румынский дуэт Ирина-Камелия Бегу и Моника Никулеску. Для представительницы Швейцарии Хингис победа на турнире стала второй подряд. В прошлогоднем розыгрыше она выиграла совместно с Флавией Пеннеттой. Итальянка участие в турнире в этом году не принимала.

## Соревнования

### Одиночный разряд
Винус Уильямс обыграла  Гарбинье Мугурусу со счётом 6-3, 3-0 — отказ.
- Уильямс выигрывает 2-й одиночный титул в сезоне и 47-й за карьеру в туре ассоциации.
- Мугуруса сыграла 2-й одиночный финал и 3-й за карьеру в основном туре ассоциации.

### Парный разряд
Саня Мирза /  Мартина Хингис обыграли  Ирине-Камелии Бегу /  Монику Никулеску со счётом 6-2, 6-3 .
- Мирза выигрывает 8-й парный титул в сезоне и 30-й за карьеру в основном туре ассоциации.
- Хингис выигрывает 8-й парный титул в сезоне и 48-й за карьеру в основном туре ассоциации.